# Муслера, Фернандо
Не́стор Ферна́ндо Мусле́ра Ми́коль (исп. Néstor Fernando Muslera Micol; род. 16 июня 1986[…], Буэнос-Айрес) — уругвайский футболист, вратарь клуба «Эстудиантес». Выступал в сборной Уругвая.

## Ранние годы
С рождением Фернандо связана курьезная история, которую мама футболиста Норма Муслера любит рассказывать. Мальчик появился на свет в Буэнос-Айресе 16 июня 1986 года в разгар чемпионата мира, проходившего в Мексике. Во время родов аргентинец Педро Пабло Паскулли забил победный гол Уругваю в матче 1/8 финала. «Альбиселесте» вышли в 1/4 финала.
Врач, принимавший тяжелые роды, сообщил Норме о головокружительной победе в непростой игре и на радостях предложил назвать новорожденного в честь отличившегося игрока. Акушер не знал, что малыш — чистокровный уругваец. Конечно, женщина наотрез отказалась от столь «заманчивого» предложения.
И все же ребёнка назвали в честь спортсмена, только своего, родного. Мама была поклонницей Фернандо Морены, известного уругвайского бомбардира.
Когда мальчику ещё не исполнилось и года, семья вернулась на историческую родину, в город Монтевидео. С тех пор об Аргентине напоминает только паспорт — Фернандо остался гражданином этой страны. Впрочем, гражданство у спортсмена тройное: помимо уругвайского и аргентинского, у него есть ещё итальянский паспорт.
В детстве Муслера увлекся футболом, а 15-летним подростком влился в молодёжную команду клуба «Монтевидео Уондерерс». Позднее футболист перекочевал в основной состав. На тот момент клуб отстаивал третье место среди сильнейших в Уругвае.

## Клубная карьера
В конце летнего трансферного окна 2007 года Муслера был продан «Лацио» за 3 млн евро. Карьеру завершил чемпион мира Анджело Перуцци, и «Лацио» требовался квалифицированный голкипер. После неплохого начала нового сезона, в своём пятом матче за римлян Муслера пропустил 5 мячей в домашнем матче против «Милана» (поражение 1:5), причём 4 из них были по вине самого вратаря. После этого Фернандо надолго угодил в запас, проведя лишь ещё 4 встречи в рамках итальянской Серии A. Основным вратарём был 44-летний Марко Баллотта.
Перед началом сезона 2008/09 «Лацио» приобрёл аргентинца Хуана Пабло Каррисо, которого хотел заполучить в свой стан ещё год назад. На сей раз Муслера сразу начал сезон в качестве запасного вратаря. Однако через некоторое время стало понятно, что Каррисо находится просто в отвратительной форме, к тому же у него начались конфликты с руководством клуба. Впервые Муслера в новом сезоне сыграл в проигранном 1:3 матче против «Сампдории», однако сам вратарь совершил несколько невероятных сейвов, а также отразил пенальти, пробитый Антонио Кассано. Уверенная игра в матчах против «Наполи», «Дженоа», «Ромы» постепенно возвратили Муслере статус основного вратаря команды. А в победной кампании Кубка Италии сезона 2008/09 Муслера и вовсе стал одним из главных героев. В ходе турнира были пройдены гранды итальянского футбола — «Милан» и «Ювентус», а в финальной игре против «Сампдории» дело дошло до послематчевой серии пенальти, в которой Муслера дважды парировал удары соперников. «Лацио» выиграл серию со счётом 6:5 и стал победителем Кубка Италии.
Сезон 2009/10 Муслера провёл в статусе основного вратаря римского клуба, тем более что Каррисо был отдан в аренду в испанскую «Сарагосу». Летом 2010 года агент футболиста пытался 14 раз продлить контракт Муслеры с «Лацио», но неудачно. 19 июля 2011 года Муслера подписал контракт с турецким клубом «Галатасарай» сроком на 5 лет. В составе Галатасарая Муслера побил рекорд легендарного Клаудио Тафарреля, оставив «сухими» свои ворота целых 18 матчей. Муслера в конце своего первого сезона стал Чемпионом Турецкой суперлиги в составе Галатасарая, а позже поднял и суперкубок Турции.
28 июля 2017 года продлил контракт с «Галатасараем» до 2021 года, а затем контракт был продлен до 30 июня 2025. За это время Муслера выигрывал с Галатасараем золото Чемпионата Турции 8 раз, 5 раз становился обладателем Кубка страны и 6 раз выигрывал Суперкубок. 18 мая 2025 под конец сезона 2024/2025 в игре против Кайсериспора Муслера реализовал пенальти, сделав счет 3:0 в пользу Галатасарая, который в этом матче досрочно оформил чемпионство.  

## Карьера в сборной
10 октября 2009 года Фернандо впервые сыграл за сборную Уругвая, куда уже неоднократно вызывался в предыдущие годы. Дебют произошёл в ключевом матче уругвайцев в Кито, когда гостевая победа со счётом 2:1 позволила «Селесте» обойти сборную Эквадора в борьбе за попадание на чемпионат мира. Даже несмотря на минимальное поражение (0:1) в домашнем матче от аргентинцев, Уругвай обеспечил себе пятое место в южноамериканской отборочной группе и сыграл стыковые матчи против Коста-Рики в середине ноября 2009 года. Муслера вновь был приглашён для участия в данных матчах.
На чемпионате мира 2010 в первых трёх матчах не пропустил ни одного мяча, однако уже в 1/8 финала сохранить свои ворота в неприкосновенности ему не удалось. В 1/4 финала против Ганы Муслера отбил два пенальти, что позволило Уругваю выйти в полуфинал.
Сегодня Муслера безоговорочно продолжает оставаться первым номером уругвайской сборной. Вместе с «Селесте» он стал победителем Кубка Америки в 2011 году, вышел в четвертьфинал этого турнира в 2015 году, занял четвёртое место на Кубке конфедераций в 2013 году. Также вышел в 1/8 финала чемпионата мира 2014 года в Бразилии и 1/4 финала чемпионата мира 2018 года в России.
Был включён в состав сборной на Кубок Америки 2021. На стадии четвертьфинала команда уступила Колумбии.

## Статистка выступлений

### Международная
| Сборная          | Сезон            | Товарищеские | Товарищеские | Турниры | Турниры | Всего | Всего |
| Сборная          | Сезон            | Игры         | Голы         | Игры    | Голы    | Игры  | Голы  |
| ---------------- | ---------------- | ------------ | ------------ | ------- | ------- | ----- | ----- |
| Уругвай          | 2009             | 0            | 0            | 4       | -3      | 4     | -3    |
| Уругвай          | 2010             | 5            | -4           | 7       | -8      | 12    | -12   |
| Уругвай          | 2011             | 6            | -7           | 9       | -6      | 15    | -13   |
| Уругвай          | 2012             | 4            | -3           | 6       | -15     | 10    | -18   |
| Уругвай          | 2013             | 3            | -5           | 11      | -14     | 14    | -19   |
| Уругвай          | 2014             | 7            | -6           | 4       | -6      | 11    | -12   |
| Уругвай          | 2015             | 3            | -1           | 8       | -5      | 11    | -6    |
| Уругвай          | 2016             | 0            | 0            | 11      | -13     | 11    | -13   |
| Уругвай          | 2017             | 1            | -3           | 5       | -5      | 6     | -8    |
| Уругвай          | 2018             | 6            | -7           | 5       | -3      | 11    | -10   |
| Уругвай          | 2019             | 2            | 0            | 0       | 0       | 2     | 0     |
| Всего за карьеру | Всего за карьеру | 37           | -36          | 65      | -78     | 107   | -114  |

## Достижения

### Командные
«Лацио»
- Обладатель Кубка Италии: 2008/09
- Обладатель Суперкубка Италии: 2009

«Галатасарай»
- Чемпион Турции (8): 2011/12, 2012/13, 2014/15, 2017/18, 2018/19, 2022/23, 2023/24, 2024/25
- Обладатель Кубка Турции (3): 2013/14, 2014/15, 2015/16
- Обладатель Суперкубка Турции (5): 2012, 2013, 2015, 2016, 2023

Сборная Уругвая
- Обладатель Кубка Америки: 2011

### Личные
- Футболист года в Турции: 2016
- Лучший вратарь сезона в Турции (2): 2014/15, 2017/18